# Kloster San Benedetto di Monte Favale
Kloster San Benedetto di Monte Favale war eine Zisterzienserabtei in den Marken, Italien. Sie lag rund 5 km nordwestlich von Pesaro in der Provinz Pesaro-Urbino, auf einer von alters her Monte Fabale und heute Colle Adriatico genannten Anhöhe von rund 200 m Meereshöhe.

## Geschichte
Am Ort der späteren Abtei befand sich eine Einsiedelei, die 1224 mit Zustimmung Papst Honorius III. auf die Eremiten des Hl. Wilhelm von Vercelli überging. 1255 schlossen sich die Wilhelmiten von Monte Fabale dem Zisterzienserorden an und unterstellten sich dem Kloster Chiaravalle d’Ancona, das wohl als Tochter von Kloster Lucedio der Filiation der Primarabtei La Ferté angehörte. Die Inkorporation in den Zisterzienserorden erfolgte 1256. Auf dem Generalkapitel von 1270 wurde der Abt des Klosters abgesetzt, weil er seit Jahren das Generalkapitel nicht besucht hatte. Die Abtei nahm bald den Namen Santa Croce di Monte Fabale an. Die Kirche San Eracliano in Pesaro war von dem Kloster abhängig. Im 15. Jahrhundert fiel die Abtei, deren Niedergang gegen 1400 eingesetzt hatte, in Kommende, Kommendataräbte waren zunächst die Bischöfe von Pesaro, später verschiedene Würdenträger, zuletzt der 1778 verstorbene Kardinal Torregiani. In der Zeit der Kommende verfiel die von den Zisterziensern verlassene Abtei, an die nur noch der Straßenname Badia (eine Querstraße der Strada di San Colomba) erinnert.

## Anlage und Bauten
Von dem Kloster haben sich außer verstreuten Steinen keine Überreste erhalten.